# Podocarpus decumbens
Podocarpus decumbens — вид хвойних рослин родини подокарпових.

## Поширення, екологія
Країни поширення: Нова Каледонія. Вид відомий з усього трьох ділянок на південних ультраосновних масивах, які розташовані на висотах від 800 до 1000 м. Цей вид зустрічається в невеликих колоніях до 20 м в поперечнику. Формує килим чагарника, який зустрічається тільки в висотних макі в районах з високим рівнем опадів.

## Загрози та охорона
Хоча всі три місця є відносно недоступним і знаходяться на охоронних територіях, але всі вони уразливі для пожеж. В одній з охоронних територій (Mont Kouakouée), гірничий видобуток не заборонений. Завдяки своїй екологічній специфіці, цей вид також може бути вразливим до прогнозованих наслідків зміни клімату.